# Billstaån
Billstaån, vattendrag som avvattnar sjön Näkten i Hackås församling, Bergs kommun, Jämtlands län. Ån rinner ned i Storsjön. I ån finns tre små kraftstationer som tillsammans producerar 6 GWh (gigawattimmar) per år.
I ån arrangeras varje år tävlingen "Årets Näck", vilken innebär att avklädda människor spelar till exempel fiol mitt i ån.